# The Buffalo News

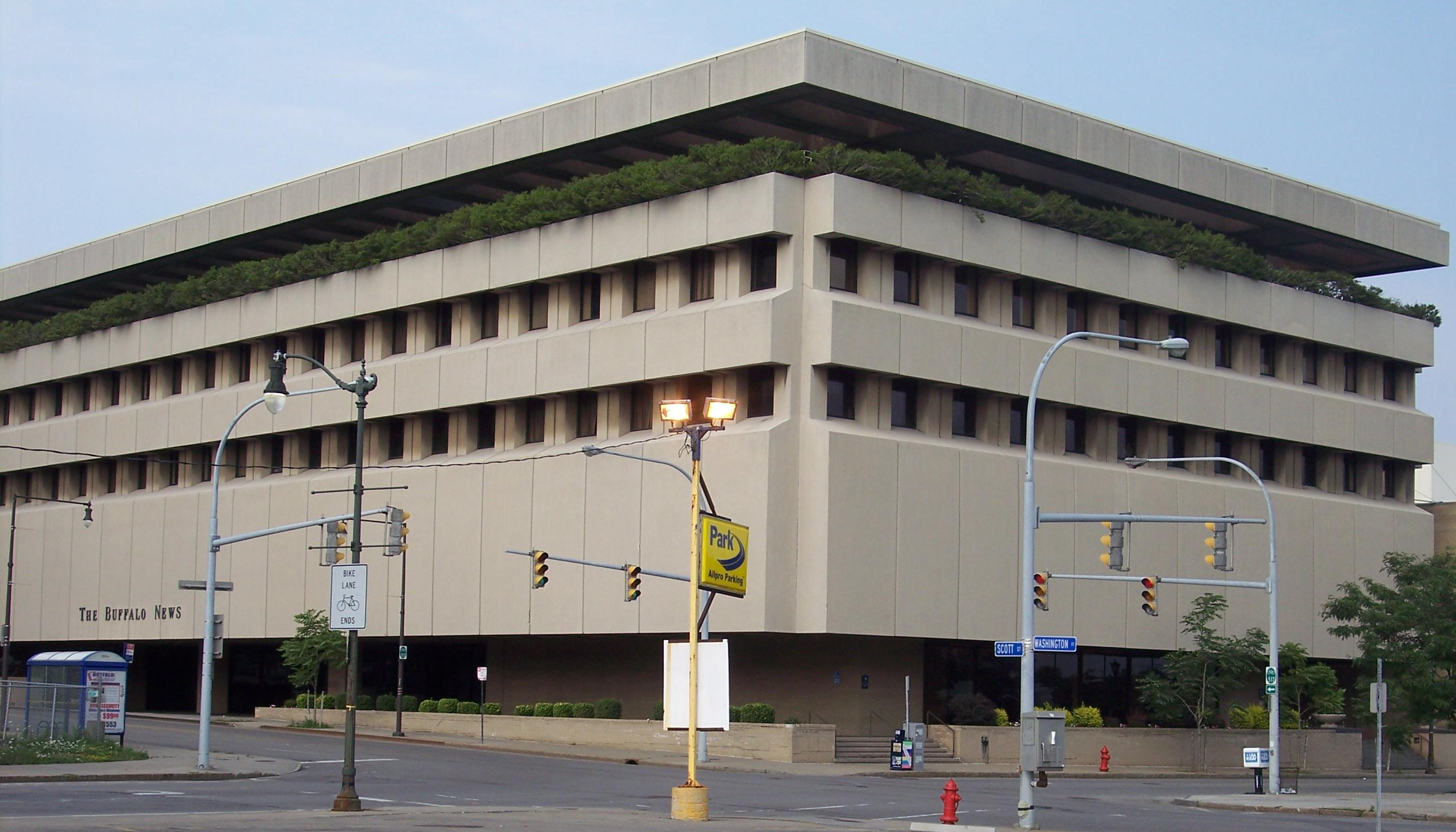
L'edificio del giornale

The Buffalo News è il quotidiano dell'area metropolitana di Buffalo–Niagara Falls, nello stato di New York, Stati Uniti d'America. La direzione è situata in 1 News Plaza nel centro di Buffalo. Il giornale è stato per decenni interamente di proprietà della holding Berkshire Hathaway di Warren Buffett. Il 29 gennaio 2020 il giornale è stato venduto a Lee Enterprises.

## Storia
The News è stata fondata nel 1873 da Edward Hubert Butler Sr. come giornale domenicale. L'11 ottobre 1880 iniziò a pubblicare anche edizioni quotidiane, e nel 1914 cambiò giorni di uscita: pubblicò dal lunedì al sabato ma non la domenica. Durante la maggior parte della sua vita, il News era conosciuto come The Buffalo Evening News. Un gentleman's agreement tra l'Evening News e il Buffalo Courier-Express portò l'Evening News solo all'edizione serale, e il Courier-Expres solo al mattino. Fino al 1977, il Notiziario non pubblicava la domenica a causa dell'accordo, e la sua edizione del fine settimana appariva il sabato sera.
La famiglia Butler possedette l'Evening News fino al 1977, quando la proprietaria ed editrice di lunga data Katherine Butler, nipote del fondatore, morì e non lasciò eredi. Le proprietà di Evening News furono poste in un blind trust, che vendette l'Evening News a Berkshire Hathaway. I nuovi proprietari iniziarono a pubblicare il sabato e la domenica mattina. Dopo un periodo di declino finanziario, il Courier-Express pubblicò il suo ultimo numero il 19 settembre 1982. The Evening News ha poi abbreviato il suo nome in The Buffalo News ed è diventato un giornale per tutto il giorno, pubblicando due edizioni sette giorni su sette.

## Editori e direttori
- Edward H. Butler Sr. - 1880 - 1914: fondatore
- Edward H. Butler Jr. - Editore, 1914 - 1956: figlio di Butler Sr
- James H. Righter - Editore, 1956 - 1971
- Kate M. Robinson Butler - Editore, 1971 - 1974: moglie di Butler Jr
- Henry Z. Urban -  1974 - 1983
- Stanford Lipsey -  1983 - 2013
- Alfred H. Kirchhofer -  1956 - 1966
- Paul E. Neville -  1966 - 1969
- Murray B. Light -  1979 - 1999
- Margaret M. Sullivan -  1999 - 2012
- Michael K. Connelly - 2012– presente
- Warren T. Colville - 2013–2021